# White Skull
White Skull ist eine italienische Power-Metal-Band aus Vicenza, gegründet 1988. Ihre Songs sind überwiegend auf Englisch und behandeln historische, mythologische und fantastische Themen wie die Wikingerzeit, das Mittelalter oder die Kelten.

## Geschichte
White Skull wurde 1988 in Vicenza gegründet. Nach zwei Demos veröffentlichte die Band 1995 ihr Debütalbum I Won’t Burn Alone über das Label Underground Symphony. Mit dem Nachfolger Embittered (1997) und der 1999 erschienenen Konzept-EP Asgard festigte White Skull ihren Ruf in der italienischen und europäischen Power-Metal-Szene. Das thematisch an die nordische Mythologie angelehnte Album Tales from the North erschien im selben Jahr und brachte der Band durch den Vertrieb über Nuclear Blast größere internationale Aufmerksamkeit.
Im Jahr 2000 folgte mit Public Glory, Secret Agony ein weiteres Konzeptalbum. Kurz darauf verließ Sängerin Federica De Boni die Gruppe; sie wurde durch Gustavo Gabarro ersetzt. Mit ihm entstand 2002 das Mittelalter-Konzeptalbum The Dark Age, das sich unter anderem mit der Inquisition beschäftigte. Es existiert auch eine spanischsprachige Version des Albums, die exklusiv in Südamerika veröffentlicht wurde. Es folgten The XIII Skull (2004) und das keltisch inspirierte The Ring of the Ancients (2006), veröffentlicht über Dragonheart Records.
Nach mehreren Besetzungswechseln, unter anderem auch am Mikrofon, kehrte Federica De Boni 2010 zur Band zurück. Es folgten die Alben Forever Fight (2009), Under This Flag (2012), Will of the Strong (2017) und zuletzt Metal Never Rusts (2022). White Skull zählen zu den langlebigsten Vertretern des italienischen Power Metal und sind für ihre konzeptuell aufgebauten Alben sowie ihren klassischen Heavy-Metal-Stil mit Einflüssen aus dem deutschen Power Metal bekannt.

## Stil
White Skull spielen traditionellen Power Metal mit epischen Themen aus Geschichte und Mythologie. Die Band kombiniert klassischen 80er-Heavy-Metal mit Elementen des deutschen Power Metal. Ihr Sound ist meist gitarrenorientiert, gelegentlich ergänzt durch orchestrale Akzente.
Laut Bandbeschreibung entsteht ein Mix aus „harten Riffs, melodischen Gitarrenleads und hymnischen Refrains“, beeinflusst von Gruppen wie Grave Digger, Running Wild, Iron Maiden und Saxon.

## Diskografie

### Studioalben
- 1995 – I Won’t Burn Alone
- 1997 – Embittered
- 1999 – Tales from the North
- 2000 – Public Glory, Secret Agony
- 2002 – The Dark Age
- 2004 – The XIII Skull
- 2006 – The Ring of the Ancients
- 2009 – Forever Fight
- 2012 – Under This Flag
- 2017 – Will of the Strong
- 2022 – Metal Never Rusts

### Weitere Veröffentlichungen
- 1991 – White Skull (Demo)
- 1994 – Save the Planet (Demo)
- 1999 – Like Gods of the Sea (Single)
- 1999 – Asgard (EP)

## Besonderheiten
- White Skull zählen zu den ersten Power-Metal-Bands mit einer Frontfrau in Italien.
- Die Band ist regelmäßig auf europäischen Festivals zu sehen, u. a. dem Padova Metal Fest und dem Metalitalia.